# Syllimnophora vitiventris
Syllimnophora vitiventris är en tvåvingeart som beskrevs av Malloch 1934. Syllimnophora vitiventris ingår i släktet Syllimnophora och familjen husflugor.
Artens utbredningsområde är Peru. Inga underarter finns listade i Catalogue of Life.